# La Mère semblable à une vigne
La Mère semblable à une vigne dénommée aussi Israël Mère de la vigne est un épisode de l'Ancien Testament figurant dans le livre d'Ézechiel. Il parle de la maison d'Israël qui n'a pas suivi le Décalogue.

## Texte
Livre d'Ézechiel, chapitre 19, versets 10 à 14:
« Ta mère était, comme toi, semblable à une vigne, plantée près des eaux. Elle était féconde et chargée de branches, à cause de l'abondance des eaux. Elle avait de vigoureux rameaux pour des sceptres de souverains; Par son élévation elle dominait les branches touffues; Elle attirait les regards par sa hauteur, Et par la multitude de ses rameaux. Mais elle a été arrachée avec fureur et jetée par terre; Le vent d'orient a desséché son fruit; Ses rameaux vigoureux ont été rompus et desséchés; Le feu les a dévorés. Et maintenant elle est plantée dans le désert, Dans une terre sèche et aride. Le feu est sorti de ses branches, Et a dévoré son fruit; Elle n'a plus de rameau vigoureux Pour un sceptre de souverain. C'est là une complainte, et cela servira de complainte. »
Traduction d'après la Bible Louis Segond.